# Pin tordu
Pinus contorta
Espèce
Classification phylogénétique
Statut de conservation UICN

 LC  : Préoccupation mineure
Le Pin tordu (Pinus contorta) est un arbre appartenant au genre Pinus (sous-genre Pinus) et à la famille des Pinacées. On le trouve dans l'ouest de l'Amérique du Nord, de l'Alaska au Mexique.

## Description
Ses feuilles (aiguilles) sont groupées par deux, ont 5 cm de long, vert à vert foncé, souvent tordues comme les jeunes pousses de l'arbre. Les cônes font de 2 à 5 cm de long et sont sessiles. 

## Variétés
L'espèce est divisée en quatre variétés: 
- Pinus contorta var. contorta est la forme typique du Pin tordu, elle occupe la côte Pacifique du sud de l'Alaska au nord de la Californie à des altitudes variant de 0 à 610 m, elle est connue sous le nom de « pin vrillé »[2], son port est fréquemment arbustif, ses cônes sont généralement serotineux,
- Pinus contorta var. bolanderi ne se rencontre à l'état naturel que sur la côte du comté de Mendocino en Californie, cette variété a souvent une forme naine, ses cônes sérotineux témoignent de son adaptation aux incendies;
- Pinus contorta var. murrayana occupe la Sierra Nevada et les montagnes californiennes, c'est probablement la variété qui atteint la plus grande longévité,
- Pinus contorta var. latifolia a une distribution allant de la chaîne Côtière aux montagnes Rocheuses. elle est connue sous les noms de « pin lodgepole », de « pin de Murray » et de « cyprès »[2]. Cette variété se développe à une altitude variant de 500 et 3 500 m, elle peut atteindre une grande taille, comme les variétés contorta et bolanderi, elle est adaptée aux incendies (cônes sérotineux).

## Capacité à fixer l'azote de l'air
Jusqu'en 2012, toutes les symbioses et endosymbioses permettant à des végétaux de fixer de l'azote atmosphérique avec l'aide de bactéries produisant de la nitrogénase avaient été trouvées chez les herbacées, dont les graminées, tropicales notamment, ou, chez des arbres, (aulnes), au niveau racinaire. En 2012, Le pin tordu est le premier conifère chez lequel on a découvert qu'il abritait des colonies de Paenibacillus polymyxa, une bactérie diazotrophique, c'est-à-dire fixatrices d'azote). Quatre ans plus tard (en 2016), une autre équipe de chercheurs montrait qu'il en allait de même pour le pin flexible (Pinus flexilis).

## Pyrophilie
Pinus contortata est connu pour sa pyrophilie : il a besoin de feu pour ouvrir ses cônes et libérer ses diaspores.
Cette connaissance est apparue dans le parc national de Yellowstone où, initialement, les incendies avaient été combattus par les gestionnaires du parc. S'apercevant que les incendies étaient des perturbations nécessaires au renouvellement du couvert végétal et indispensables à la reproduction de Pinus contorta, ils ont modifié cette gestion et ont laissé les incendies se produire.
Des situations similaires ont été identifiées ailleurs dans le monde : voir l'article pyrophyte.

## Espèce invasive
Produisant de nombreuses graines, résistant au feu, le Pin tordu est une espèce pionnière qui a tendance à envahir les zones de prairies et de steppes. Il est ainsi considéré comme une espèce invasive dans de nombreux pays ou États : au Danemark (invasion des massifs dunaires), en Irlande, en Angleterre, en Suède, au Wyoming (invasion des prairies du parc Yellowstone), en Australie, en Nouvelle-Zélande, en Argentine (invasion des steppes de Patagonie) et au Chili (région de l'Araucanie).

## Utilisations

### Sylviculture
Les forêts dominées par le Pin tordu couvrent 20 millions d'hectares au Canada et 6 millions d'hectares aux États-Unis. En Europe, le Pin tordu est considéré comme ayant un meilleur rendement que le Pin sylvestre compte tenu de sa croissance rapide. Il est abondamment planté pour la production de bois en Scandinavie, en Islande, en Grande-Bretagne, en Europe centrale, en Nouvelle-Zélande, en Turquie, au Chili et en Argentine.
Le Pin tordu est également utilisé en Suède et en Lettonie, pour la production de biomasse. En Estonie, le Pin tordu permet de restaurer d'anciens terrains de mines et des zones agricoles délaissées. En Nouvelle-Zélande, au Chili et au Danemark, le Pin tordu permet de lutter contre l'érosion et pour stabiliser les dunes.
Les essais de plantation de Pins tordus en France se sont soldés par des échecs.

### Consommation humaine

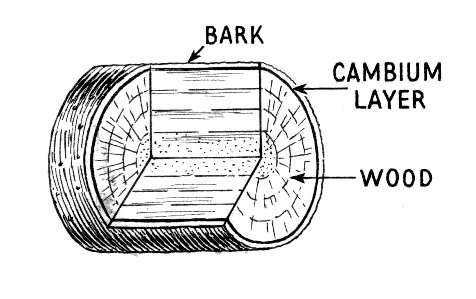
La fine couche de cambium entre le bois et l'écorce

Le cambium du pin tordu est comestible, les premiers peuples canadiens en Colombie-Britannique du Pacifique nord-ouest en ont consommé en large quantité. La récolte et la consommation du cambium de pin ont diminué aujourd'hui. Des recherches ont été faites sur cet aliment, l'analyse nutritionnelle du cambium du pin tordu ayant révélé que les tissus étaient riches en protéines et en sucres ainsi qu'une série de micronutriments.
Pour savoir si une récolte de cambium est envisageable, l'écorce externe du pin est retirée pour voir si le cambium est sucré, juteux et si son épaisseur est suffisante. Dans ce cas, un peu de cambium peut être prélevé sans atteindre à la vie du pin. Le cambium étant la zone de transit de la sève, il est essentiel de ne jamais retirer ce précieux cambium sur tout le tour de l'arbre.